# 王楼站
王楼站位于安徽省亳州市谯城区，是京九铁路的一座火车站，等级为四等站，距北京西站733公里，距常平站1582公里，本站及相邻上下行区间均为电气化区段。站址位于安徽省亳州市芦庙乡，是京九铁路在安徽省境内的第一站，为上海铁路局和郑州铁路局的局界站。车站建于1989年，共有19名职工，不办理客货运业务。